# Rosička u Deštné

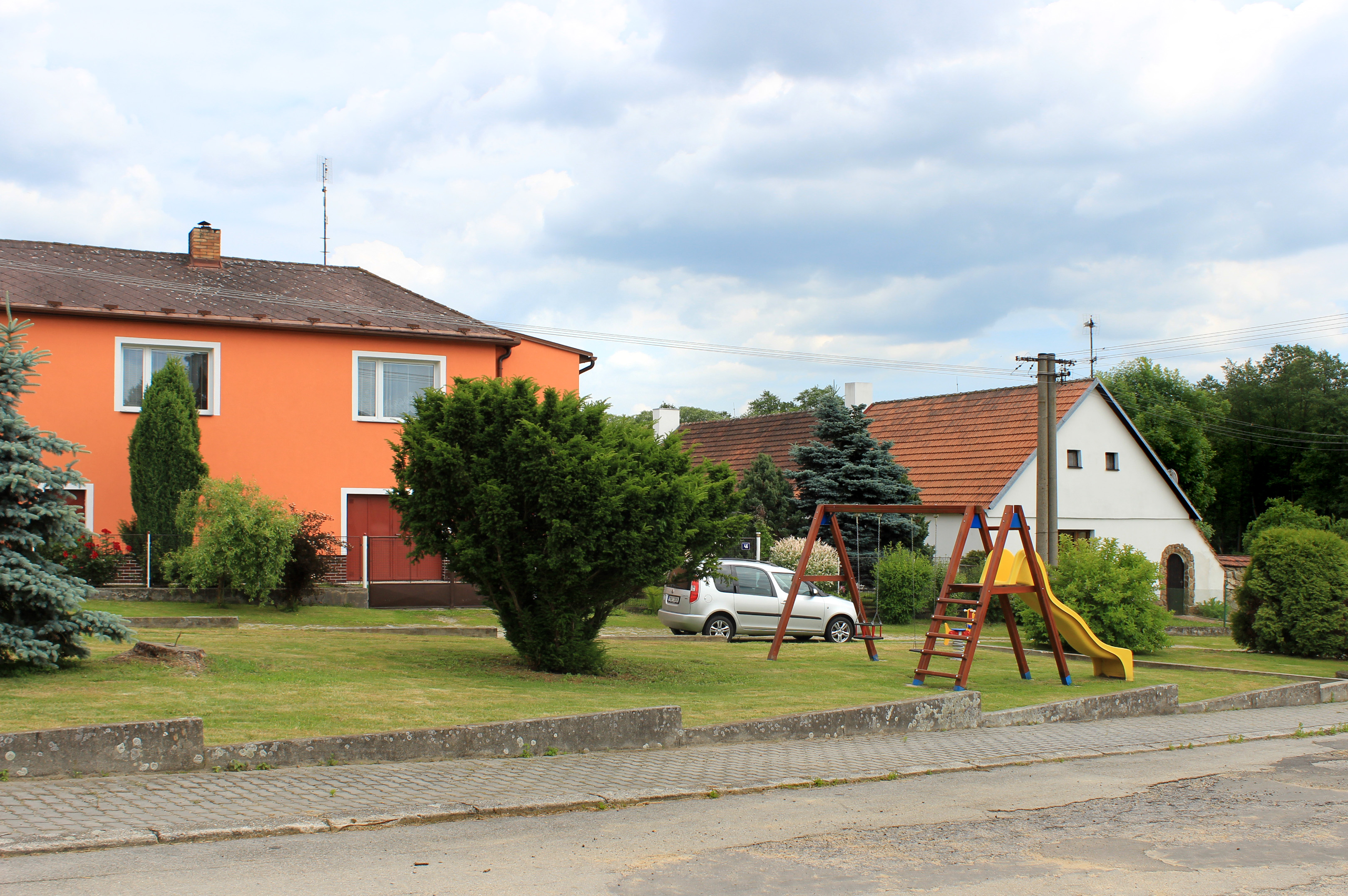
Dorfplatz

Rosička (deutsch Rositschka) ist eine Gemeinde in Tschechien. Sie befindet sich 15 Kilometer nördlich von Jindřichův Hradec und gehört zum Okres Jindřichův Hradec.

## Geographie
Rosička befindet sich im Süden der Böhmisch-Mährischen Höhe an der Einmündung des Hladovský potok in den Direnský potok. Südlich erhebt sich der 692 m hohe Najdecké Čihadlo.
Nachbarorte sind Mnich im Norden, Nový Mnich im Nordosten, Hladov und Nový Bozděchov im Osten, Horní Radouň im Südosten, Najdek im Süden, Světce im Südwesten, Březina im Westen sowie Drunče im Nordwesten.

## Geschichte
Erstmals urkundlich erwähnt wurde das zur Herrschaft Hradec gehörige Dorf im Jahre 1358. Im 16. Jahrhundert kam der Ort zur Burgherrschaft Choustník und wurde dann Teil der Besitztümer der Herrschaft Červená Lhota. Nach der Ablösung der Patrimonialherrschaften erhielt Rosička 1848 seine Selbständigkeit. Zu dieser Zeit gehörte Annovice zu Rosička.
1870 lebten in Rosička 270 Menschen. Nach 1945 reduzierte sich die Zahl der Einwohner auf 66 und Annovice an das unmittelbar daneben gelegene Drunče angeschlossen. 1975 erfolgte die Eingemeindung nach Deštná. Seit 1992 ist Rosička wieder eine eigenständige Gemeinde.

## Gemeindegliederung
Für die Gemeinde Rosička sind keine Ortsteile ausgewiesen. Zu Rosička gehören die Wohnplätze Hamry und Hladov.

## Sehenswürdigkeiten
- Kapelle am Dorfplatz